# Rik Van Linden
Rik Van Linden (Wilrij, 28 de julio de 1949) fue un ciclista belga, profesional entre 1971 y 1982, cuyos mayores éxitos deportivos los logró en las tres Grandes Vueltas al obtener 9 victorias de etapa en el Giro de Italia, 4 victorias de etapa en el Tour de Francia y 2 victorias de etapa en la Vuelta a España.

## Palmarés
| 1971 - París-Tours 1972 - 1 etapa del Tour de Francia - 1 etapa de la Tirreno-Adriático 1973 - 2 etapas del Giro de Italia - 3 etapas de la París-Niza - 3 etapas del Giro de Cerdeña - 4 etapas de la Vuelta a Andalucía - París-Tours 1974 - 2 etapas de la Vuelta a España - 1 etapa de la París-Niza - Giro de Cerdeña 1975 - 3 etapas del Tour de Francia, más clasificación por puntos - 1 etapa del Giro de Italia - 1 etapa de la Semana Catalana | 1976 - 2 etapas del Giro de Italia - 1 etapa de la Tirreno-Adriático - Giro di Campania 1977 - 1 etapa del Giro de Italia - Milán-Turín - 1 etapa de la Tirreno-Adriático - 1 etapa del Giro de Cerdeña 1978 - 3 etapas del Giro de Italia - 1 etapa de la Tirreno-Adriático - 1º en la Milán-Vignola 1980 - Vencedor de una etapa en la París-Niza |

## Resultados en Grandes Vueltas
| Carrera         | 1972 | 1973  | 1974 | 1975 | 1976 | 1977 | 1978 | 1979 | 1980 | 1981 | 1982 |
| --------------- | ---- | ----- | ---- | ---- | ---- | ---- | ---- | ---- | ---- | ---- | ---- |
| Giro de Italia  | -    | 107.º | -    | 69.º | Ab.  | Ab.  | Ab.  | Ab.  | -    | -    | -    |
| Tour de Francia | 80.º | -     | -    | 79.º | -    | Ab.  | -    | Ab.  | -    | -    | Ab.  |
| Vuelta a España | Ab.  | -     | Ab.  | -    | -    | -    | -    | -    | -    | -    | -    |